# Gopło
Der Jezioro Gopło (kurz: Gopło; deutsch Goplosee, älter auch Goplersee) liegt in der Woiwodschaft Kujawien-Pommern. Er erstreckt sich in nord-südlicher Richtung und hat zahlreiche große Inseln.
Er beginnt 12 km südlich von Inowrocław (dt. Hohensalza), erstreckt sich 37 km von Norden nach Süden und wird durch eine große Halbinsel längs geteilt. Die beiden Arme sind höchstens 4 km breit. Er wird von der Noteć (dt. Netze) durchflossen, die ihn bei Kruszwica (dt. Kruschwitz) verlässt. Durch den Netzekanal, der zu großen Teilen das Bett des Flusses benutzt, ist er mit dem Kanał Bydgoski (Bromberger Kanal) verbunden (Oder-Weichsel-Wasserstraße), durch den Kanał Bachorze und die Zgłowiącka mit der mittleren Weichsel bei Włocławek (dt. Leslau) und durch den Ślesin-Kanal mit der oberen Warthe bei Konin.